# Fruit Tree
Fruit Tree är namnet på en samlad utgivning av Nick Drakes material. Paketet har utkommit i tre versioner, samtliga efter Drakes död 1976.
Det första släppet från 1979, utgavs vara på vinyl och innehåller de tre LP-skivor han gav ut under sin livstid, Five Leaves Left, Bryter Layter och Pink Moon, men det var en specialversion av Pink Moon som avslutades med fyra spår som inte tidigare hade givits ut.
Det andra släppet, 1986, utgivet på LP och CD, innehåller originalversionerna av de tre LP som givits ut under hans livstid och en fjärde skiva, Time of No Reply, med fjorton spår, bland annat de fyra som hade avslutat Pink Moon i 1979 års version av Fruit Tree. Time of No Reply såldes från 1987 även som fristående album.
Det tredje släppet, 2007, bestod av de tre originalalbumen på CD och en DVD med namnet A Skin Too Few.